# 11602 Miryang
11602 Miryang este un asteroid din centura principală de asteroizi.

## Descriere
11602 Miryang este un asteroid din centura principală de asteroizi. A fost descoperit pe 28 septembrie 1995 la Socorro, New Mexico de Robert Weber. Asteroidul prezintă o orbită caracterizată de o semiaxă mare de 2,68 ua, o excentricitate de 0,13 și o înclinație de 10,6° în raport cu ecliptica.